# Bill Francis
Bill Francis (Featherstone, Yorkshire del Oeste; 23 de septiembre de 1947 – 17 de febrero de 2024) fue un jugador y entrenador de rugby galés, nacido en Inglaterra que jugó en las posiciones de fullback, wing, centro y stand-off.

## Carrera

### Club
| Periodo | Club               |
| ------- | ------------------ |
| 1964–77 | Wigan Warriors     |
| 1977–79 | St. Helens RFC     |
| 1979–80 | Oldham RLFC        |
| 1980–82 | Salford Red Devils |

### Representativo y selección nacional
Jugó para el representativo de Yorkshire en 8 ocasiones en el llamado Rugby League War of the Roses. También jugó para Gran Bretaña en cuatro ocasiones de 1967 a 1977.
Representó a Gales en 19 ocasiones de 1975 a 1980 donde consiguió cinco tries y anotó 15 puntos, además de jugar en dos ocasiones en la Copa Mundial de Rugby League.

### Entrenador
| Periodo   | Club        |
| --------- | ----------- |
| 1978      | Gales       |
| 1979-1980 | Oldham RLFC |

## Logros
- Lancashire Cup (2): 1971/72,[5] 1973/74
- BBC2 Floodlit Trophy (1): 1968,[6]